# 夏欣怡
夏欣怡（1997年1月14日—），中国女子沙滩排球运动员，2014年亚洲运动会女子沙滩排球金牌得主、2018年亚洲运动会女子沙滩排球金牌得主、2022年亚洲运动会女子沙滩排球金牌得主。